# Liste der Biografien/Sted
Liste der Biografien |
Portal Biografien |
Personensuche
# |
A |
B |
C |
D |
E |
F |
G |
H |
I |
J |
K |
L |
M |
N |
O |
P |
Q |
R |
S |
T |
U |
V |
W |
X |
Y |
Z |
?
 
Sa |
Sb |
Sc |
Sd |
Se |
Sf |
Sg |
Sh |
Si |
Sj |
Sk |
Sl |
Sm |
Sn |
So |
Sp |
Sq |
Sr |
Ss |
St |
Su |
Sv |
Sw |
Sy |
Sz
 
Sta |
Ste |
Sth |
Sti |
Stj |
Stl |
Sto |
Str |
Sts |
Stt |
Stu |
Stv |
Stw |
Sty
 
Stea |
Steb |
Stec |
Sted |
Stee |
Stef |
Steg |
Steh |
Stei |
Stej |
Stek |
Stel |
Stem |
Sten |
Steo |
Step |
Ster |
Stes |
Stet |
Steu |
Stev |
Stew |
Stey |
Stez
Die Liste der Biografien führt alle Personen auf, die in der deutschsprachigen Wikipedia einen Artikel haben. Dieses ist eine Teilliste mit 35 Einträgen von Personen, deren Namen mit den Buchstaben „Sted“ beginnt.

## Sted

### Steda
- Stedall, Jacqueline (1950–2014), britische Mathematikhistorikerin

### Stede
- Stede, Clark (1949–2021), deutscher Segler und Autor
- Stede, Martina, deutsche Biathletin
- Steden, Brigitte (1949–1999), deutsche Badmintonspielerin
- Stederoth, Dirk (* 1968), deutscher Philosoph
- Stedesdorf, Wibet von († 1447), ostfriesischer Häuptling

### Stedi
- Steding, Anton (1621–1698), deutscher evangelischer Theologe
- Steding, Anton Friedrich (1653–1717), deutscher evangelischer Theologe
- Steding, Brunhild (* 1955), deutsche Juristin und ehemalige Richterin
- Steding, Carl (1881–1941), deutscher Pädagoge und Sportorganisator
- Steding, Christoph (1903–1938), deutscher Historiker
- Steding, Herbert (1930–1996), deutscher Politiker (SPD)
- Steding, Rolf (1937–2016), deutscher Rechtswissenschaftler
- Steding, Stephan (* 1982), deutscher Speerwerfer
- Steding, Wilke († 1570), Söldner und Drost zu Vechta
- Stedingk, Anke (* 1979), deutsche Schauspielerin
- Stedingk, Curt von (1746–1837), schwedischer Feldmarschall und Politiker
- Stedingk, Victor von (1751–1823), schwedischer Admiral

### Stedm
- Stedman Jones, Gareth (* 1942), britischer Historiker
- Stedman, Charles Manly (1841–1930), US-amerikanischer Politiker
- Stedman, Gesa (* 1969), deutsche Anglistin
- Stedman, Ivan (1895–1979), australischer Schwimmer
- Stedman, John Gabriel (1744–1797), schottisch-niederländischer Soldat und Autor eines Buches über Suriname
- Stedman, Karl von (1804–1882), deutscher Gutsbesitzer und Politiker
- Stedman, M. L., australische Schriftstellerin
- Stedman, Max (* 1996), britischer Radrennfahrer
- Stedman, Phyllis, Baroness Stedman (1916–1996), britische Politikerin
- Stedman, Ronald (1927–2022), britischer Schwimmer
- Stedman, William (1765–1831), britisch-amerikanischer Politiker
- Stedman-Scott, Deborah, Baroness Stedman-Scott (* 1955), britische Politikerin

### Stedr
- Štědroň, Bohumír (1905–1982), tschechischer Musikwissenschaftler
- Štědroň, Miloš (* 1942), tschechischer Komponist und Musikwissenschaftler
- Štědroň, Miloš Orson (* 1973), tschechischer Komponist
- Štědrý, Karel (1937–2017), tschechischer Sänger, Schauspieler und Moderator

### Stedt
- Stedtnitz, Ulrike (* 1953), Schweizer Fachpsychologin und Fachbuchautorin